# Liste der Biografien/Rid
Liste der Biografien |
Portal Biografien |
Personensuche
# |
A |
B |
C |
D |
E |
F |
G |
H |
I |
J |
K |
L |
M |
N |
O |
P |
Q |
R |
S |
T |
U |
V |
W |
X |
Y |
Z |
?
 
Ra |
Rb |
Rd |
Re |
Rh |
Ri |
Rj |
Rk |
Rl |
Rm |
Rn |
Ro |
Rr |
Rs |
Rt |
Ru |
Rv |
Rw |
Rx |
Ry |
Rz
 
Ria |
Rib |
Ric |
Rid |
Rie |
Rif |
Rig |
Rih |
Rii |
Rij |
Rik |
Ril |
Rim |
Rin |
Rio |
Rip |
Riq |
Rir |
Ris |
Rit |
Riu |
Riv |
Riw |
Rix |
Riy |
Riz
Die Liste der Biografien führt alle Personen auf, die in der deutschsprachigen Wikipedia einen Artikel haben. Dieses ist eine Teilliste mit 198 Einträgen von Personen, deren Namen mit den Buchstaben „Rid“ beginnt.

## Rid
- Rid, Thomas (* 1975), deutscher Politikwissenschaftler und Sachbuchautor

### Rida
- Rida, Karim (* 2000), deutscher Turner und Sportsoldat
- Ridā, Raschīd (1865–1935), Autor der islamischen Reformbewegung Islāh und des PanislamismusRaschīd Ridā (1865–1935)

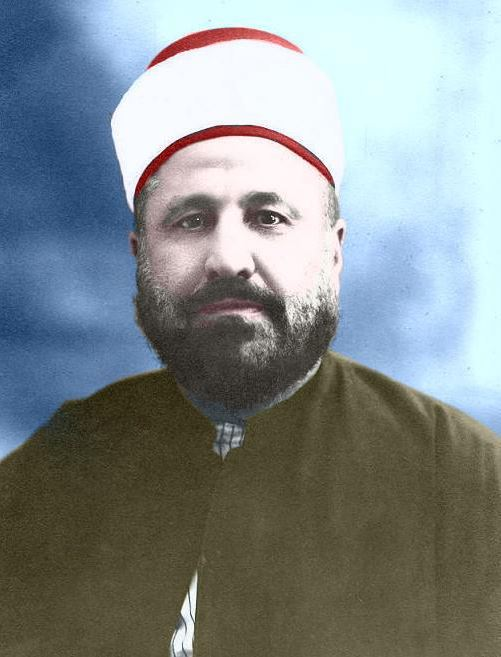
Raschīd Ridā (1865–1935)

- Ridan (* 1975), französischer Musiker
- Ridaura, Vicente (* 1963), spanischer Radrennfahrer

### Ridd
- Riddell, Charlotte (1832–1906), irische Schriftstellerin
- Riddell, Chris (* 1962), britischer Zeichner und Buch-Illustrator
- Riddell, Don (* 1972), britischer Fernsehmoderator
- Riddell, George, 1. Baron Riddell (1865–1934), britischer Zeitungsverleger
- Riddell, Wayne (1936–2022), kanadischer Dirigent, Organist und Musikpädagoge
- Ridder, André de (1868–1921), französischer Klassischer Archäologe
- Ridder, André de (* 1971), deutscher Dirigent
- Ridder, Andreas (* 1964), deutscher Fußballspieler
- Ridder, August de (1837–1911), belgisch-deutscher Kaufmann und Kunstsammler
- Ridder, Bernhard (1896–1967), deutscher römisch-katholischer Priester, Lehrer und Generalpräses des Kolpingwerkes
- Ridder, Blandina (1871–1916), deutsche Krankenpflegerin und Ordensschwester der Cellitinnen
- Ridder, Boudewijn, niederländischer Badmintonspieler
- Ridder, Chantal de (* 1989), niederländische Fußballspielerin
- Ridder, Daniël de (* 1984), niederländischer Fußballspieler
- Ridder, Desmond (* 1999), US-amerikanischer American-Football-Spieler
- Ridder, Dorothea (* 1942), deutsches Mitglied der Kommune 1, Unterstützerin der RAFDorothea Ridder (* 1942)

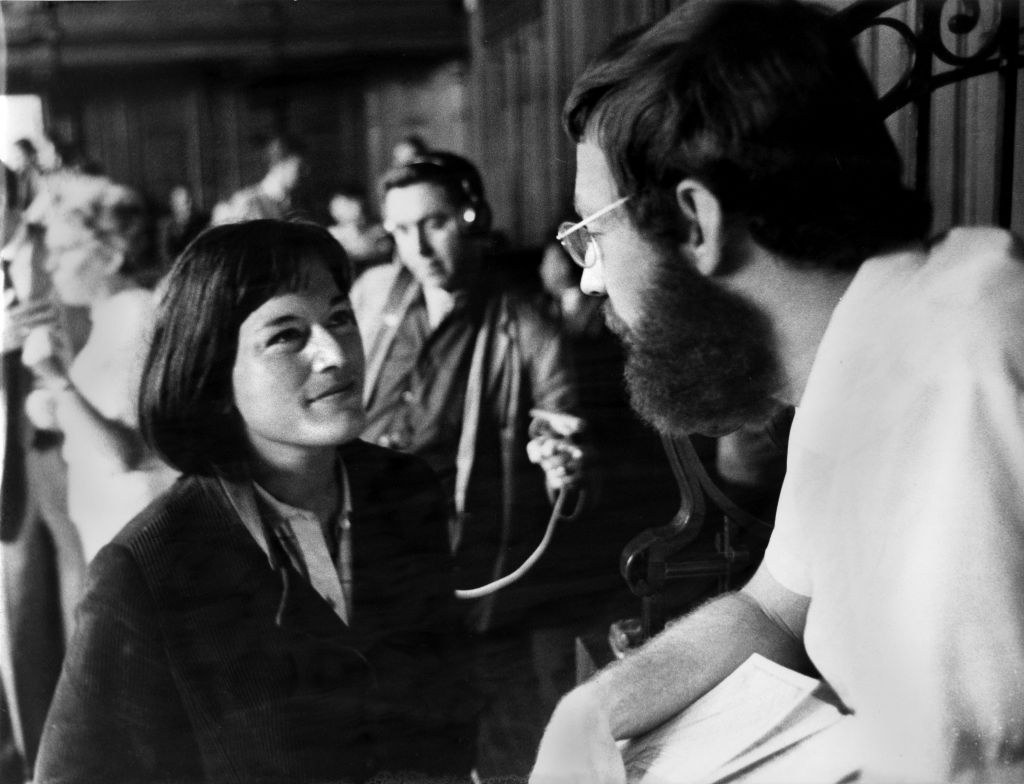
Dorothea Ridder (* 1942)

- Ridder, Eric (1918–1996), US-amerikanischer Segler
- Ridder, Hans-Gerd (* 1951), deutscher Wirtschaftswissenschaftler
- Ridder, Heinz (1920–1986), deutscher Maler, Graphiker und Kunsterzieher
- Ridder, Helmut (1919–2007), deutscher Verfassungsrechtler
- Ridder, Herbert von (* 1900), deutscher Adliger und einer von nur vier adligen NSDAP-Kreisleiter
- Ridder, Herman (1851–1915), US-amerikanischer Zeitungsverleger
- Ridder, Hermine (1843–1938), deutsche Pädagogin und Pionierin der deutschen Erwachsenenbildung für Frauen
- Ridder, Klaus (* 1941), deutscher Sachbuchautor
- Ridder, Klaus (* 1957), deutscher Germanist
- Ridder, Koen (* 1985), niederländischer Badmintonspieler
- Ridder, Luis de (1928–2004), argentinischer Skisportler
- Ridder, Marja, niederländische Badmintonspielerin
- Ridder, Marjan (* 1953), niederländische Badmintonspielerin
- Ridder, Michael de (* 1947), deutscher Mediziner und Klinikdirektor
- Ridder, Paul (* 1942), deutscher Privatdozent, Psychologe, Soziologe und Hochschullehrer
- Ridder, Philipp (* 1761), russischer Bergbauingenieur, Administrator sowie Generalmajor der Infanteriekorps (um 1816)
- Ridder, Piet (* 1951), niederländischer Badmintonspieler
- Ridder, Rob (* 1953), niederländischer Badmintonspieler und -funktionär
- Ridder, Robert (1919–2000), US-amerikanischer Medienunternehmer und Eishockeyfunktionär
- Ridder, Thomas (* 1972), deutscher Fußballspieler
- Ridder, Ton de (* 1956), niederländischer Dressurausbilder
- Ridder-Melchers, Ilse (* 1944), deutsche Politikerin (SPD), MdL
- Ridder-Symoens, Hilde De (1943–2023), belgische Historikerin
- Ridderbos, Herman (1909–2007), niederländischer evangelischer Theologe
- Ridderbusch, Karl (1932–1997), deutscher Opernsänger (Bass)
- Riddersholm, Glen (* 1972), dänischer Fußballtrainer
- Ridderstad, Carl Fredrik (1807–1886), schwedischer Journalist, Schriftsteller und Politiker
- Riddervold, Hans (1795–1876), norwegischer Pfarrer und Politiker, Mitglied des Storting
- Ridderwall, Calle (* 1988), schwedischer Eishockeyspieler
- Ridderwall, Rolf (* 1958), schwedischer Eishockeytorwart
- Ridderwall, Stefan (* 1988), schwedischer Eishockeytorwart
- Riddick, Andre (* 1973), US-amerikanischer Basketballspieler
- Riddick, Carl W. (1872–1960), US-amerikanischer Politiker
- Riddick, Steve (* 1951), US-amerikanischer Sprinter und Leichtathletiktrainer
- Riddick, Theo (* 1991), US-amerikanischer American-Football-Spieler
- Riddiford, Dan (1914–1974), neuseeländischer Politiker, Minister und Abgeordneter
- Riddle Kindler, Alice (1892–1980), US-amerikanische Malerin
- Riddle, Albert G. (1816–1902), US-amerikanischer Politiker (Republikanische Partei)
- Riddle, Alexander Pancoast (1846–1909), US-amerikanischer Politiker
- Riddle, George R. (1817–1867), US-amerikanischer Politiker (Demokratische Partei)
- Riddle, Hal (1919–2009), US-amerikanischer Schauspieler und Memorabilia-Sammler
- Riddle, Haywood Yancey (1834–1879), US-amerikanischer Politiker
- Riddle, John W. (1864–1941), US-amerikanischer Diplomat, Botschafter in Argentinien und Russland, Gesandter in Rumänien und Serbien
- Riddle, Kimber, US-amerikanische Schauspielerin in Film, Fernsehen und Theater
- Riddle, Lesley (1905–1979), US-amerikanischer Musiker
- Riddle, Matt (* 1986), amerikanischer WrestlerMatt Riddle (* 1986)

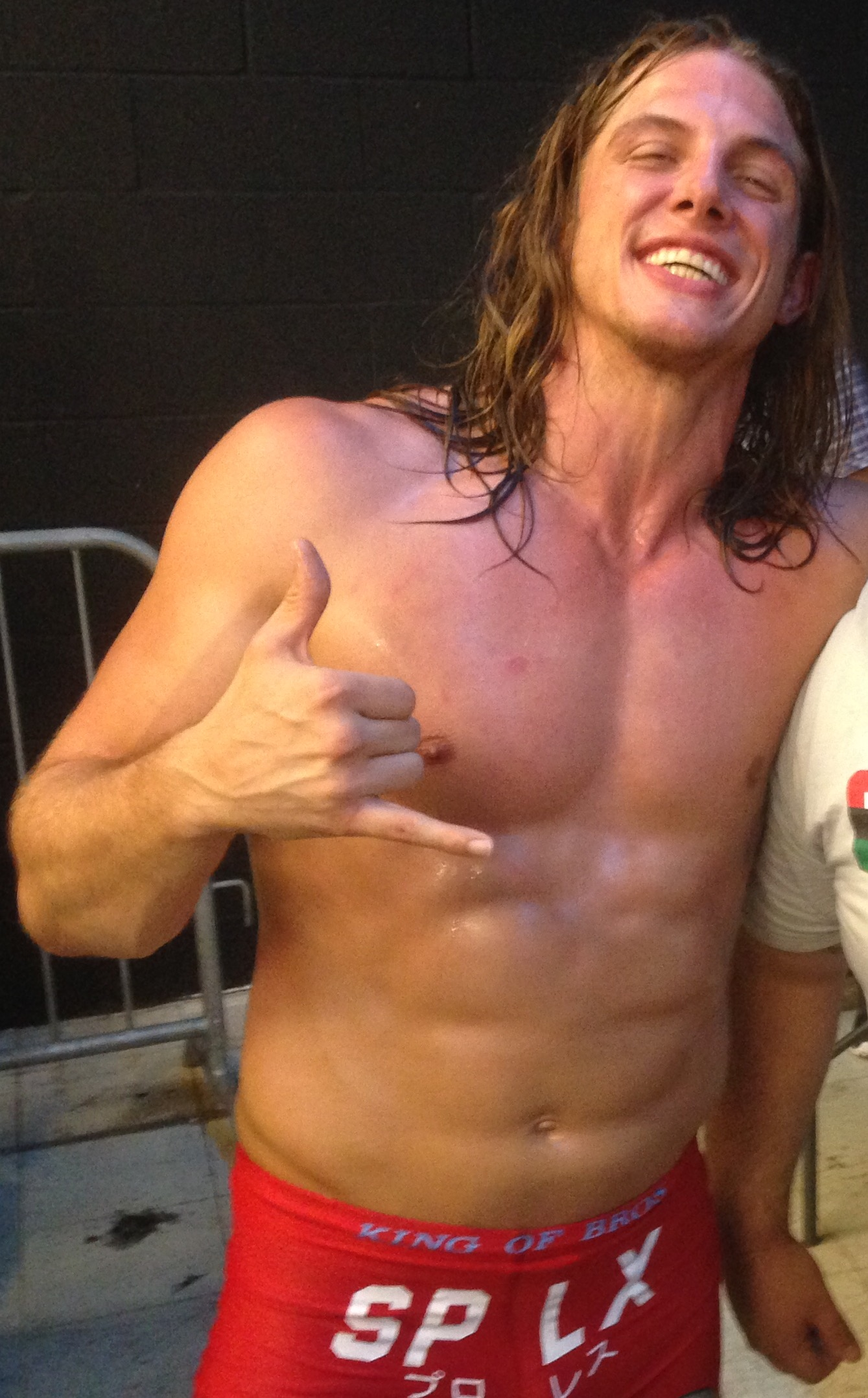
Matt Riddle (* 1986)

- Riddle, Mike (* 1986), kanadischer Freestyle-Skisportler
- Riddle, Nelson (1921–1985), US-amerikanischer Arrangeur, Komponist und Leiter einer Big Band
- Riddle, Robert M. (1812–1858), US-amerikanischer Politiker
- Riddle, Theodate Pope (1867–1946), amerikanische Architektin und Spiritistin
- Riddleberger, Harrison H. (1844–1890), US-amerikanischer Politiker
- Riddleberger, James W. (1904–1982), US-amerikanischer Diplomat
- Riddles, Libby (* 1956), US-amerikanische Hundeschlitten-Fahrerin
- Riddy, Charles (1885–1979), kanadischer Ruderer

### Ride
- Ride, Christopher (* 1965), australischer Schriftsteller
- Ride, Sally (1951–2012), US-amerikanische Astrophysikerin und AstronautinSally Ride (1951–2012)

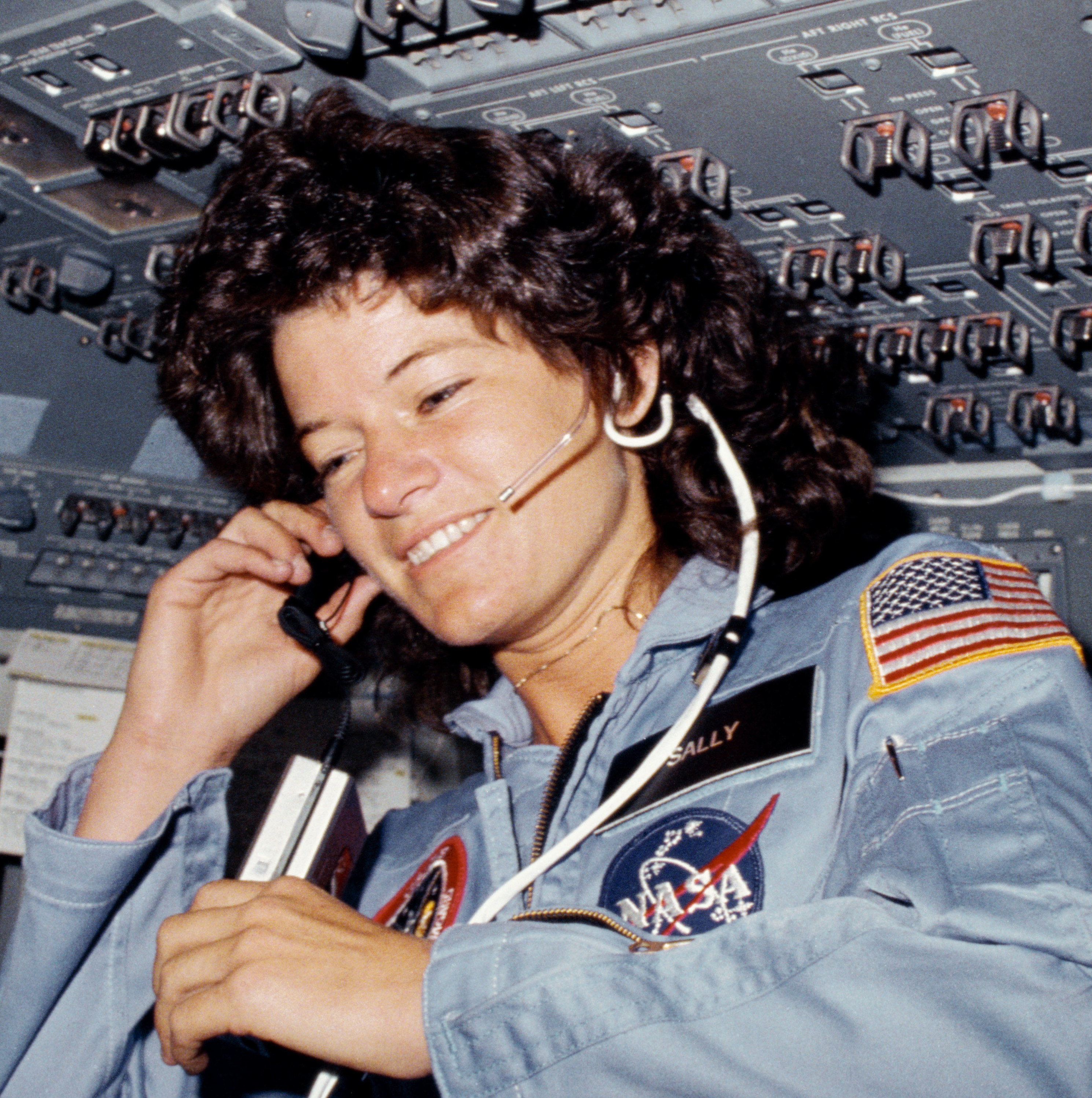
Sally Ride (1951–2012)

- Rideal, Eric (1890–1974), britischer Chemiker
- Rideau, Stéphane (* 1976), französischer Schauspieler
- Rideaux, Ziri (* 1967), deutsche Journalistin, Filmregisseurin und Fotografin
- Ridel, Chloé (* 1991), französische Politikerin (PS), MdEP
- Ridel, Cornelius Johann Rudolph (1759–1821), deutscher Jurist
- Ridel, Félix-Clair (1830–1884), französischer Bischof
- Ridel, Geoffrey († 1120), anglonormannischer Richter
- Ridel, Rudolf (1828–1893), deutscher Landschaftsmaler
- Rideman, Peter (1506–1556), Reformator, Täufer
- Riden, Konrad von († 1550), Ratsherr der Hansestadt Lübeck
- Ridenhour, Chris, US-amerikanischer Filmkomponist
- Ridenhour, Ronald (1946–1998), US-amerikanischer Journalist, Soldat im Vietnamkrieg, machte des Massaker von My Lai öffentlich
- Ridenour, Payton (* 2002), US-amerikanische Radrennfahrerin
- Ridenti, Lucio (1895–1973), italienischer Schauspieler, Journalist und Kunstkritiker
- Rideout, Thomas (* 1948), kanadischer Politiker
- Rideout, Walter B. (1917–2006), US-amerikanischer Anglist
- Rider, Amy (* 1985), japanisch-US-amerikanische Schauspielerin und Filmschaffende
- Rider, Ira E. (1868–1906), US-amerikanischer Jurist und Politiker
- Rider, Isaiah (* 1971), US-amerikanischer Basketballspieler
- Rider, Seth (* 1997), US-amerikanischer Triathlet
- Rider, Stephen, US-amerikanischer Schauspieler

### Ridg
- Ridge, Dean, britischer Filmschauspieler
- Ridge, Jason (* 1974), US-amerikanischer Pornodarsteller
- Ridge, Lola (1873–1941), irisch-US-amerikanische anarchistische und modernistische Dichterin
- Ridge, Tom (* 1945), US-amerikanischer Politiker
- Ridge-Davis, Blaine (* 1999), britische Radsportlerin
- Ridgeley, Andrew (* 1963), britischer Popsänger und GitarristAndrew Ridgeley (* 1963)

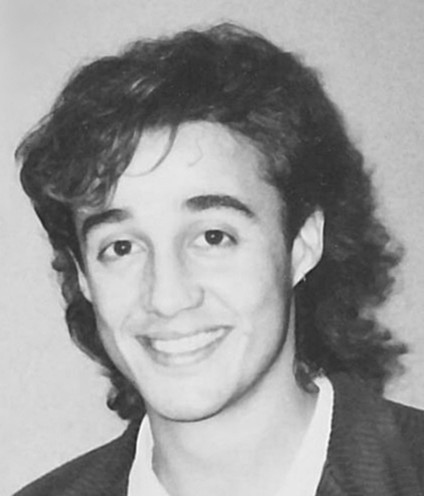
Andrew Ridgeley (* 1963)

- Ridgely, Chad, US-amerikanischer Schauspieler, Synchronsprecher, Filmschaffender und Komiker
- Ridgely, Charles Carnan (1760–1829), US-amerikanischer Politiker
- Ridgely, Edwin R. (1844–1927), US-amerikanischer Politiker
- Ridgely, Henry M. (1779–1847), US-amerikanischer Politiker
- Ridgely, John (1909–1968), US-amerikanischer Schauspieler
- Ridgely, Robert (1931–1997), US-amerikanischer Schauspieler und Synchronsprecher
- Ridgely, Robert S. (* 1946), US-amerikanischer Ornithologe und Naturschützer
- Ridgeon, Jonathan (* 1967), britischer Hürdenläufer
- Ridgers, Mark (* 1990), schottischer Fußballspieler
- Ridges, Stanley (1890–1951), britisch-amerikanischer Schauspieler
- Ridgeston, Lukas (* 1974), slowakischer Pornodarsteller
- Ridgeway, Cecilia L. (* 1947), US-amerikanische Soziologin
- Ridgeway, Colin (1939–1993), australischer Hochspringer und American-Football-Spieler
- Ridgeway, Joseph West (1844–1930), britischer Offizier, Beamter und Manager
- Ridgewell, Liam (* 1984), englischer Fußballspieler
- Ridgewell, Thomas (* 1990), britischer WebvideoproduzentThomas Ridgewell (* 1990)

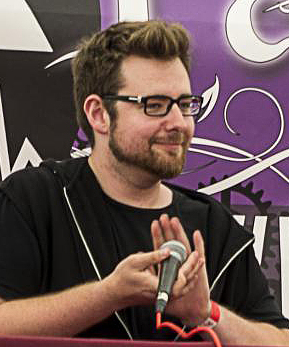
Thomas Ridgewell (* 1990)

- Ridgley, Tommy (1925–1999), afroamerikanischer R&B-Sänger und Bandleader
- Ridgley, William (1882–1961), US-amerikanischer Jazz-Posaunist
- Ridgway, Andrew (* 1950), britischer General und Politiker
- Ridgway, Brunilde Sismondo (1929–2024), US-amerikanische Klassische Archäologin
- Ridgway, Dave (* 1959), kanadischer American-Football- und Canadian-Football-Spieler
- Ridgway, Francesca (1936–2008), italienische Klassische Archäologin und Etruskologin
- Ridgway, Gary (* 1949), US-amerikanischer SerienmörderGary Ridgway (* 1949)

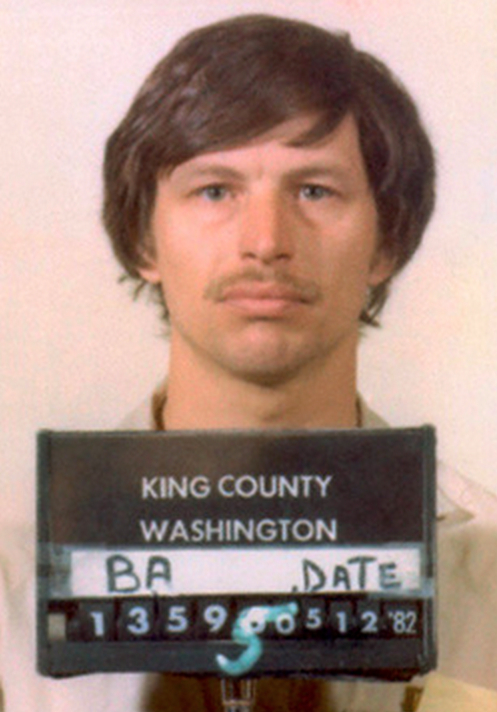
Gary Ridgway (* 1949)

- Ridgway, Joe (1873–1930), englischer Fußballspieler
- Ridgway, John (* 1938), britischer Ruderer, Segler und Autor
- Ridgway, Joseph (1783–1861), US-amerikanischer Politiker
- Ridgway, Keith (* 1965), irischer Schriftsteller
- Ridgway, Matthew B. (1895–1993), US-amerikanischer General
- Ridgway, Robert (1823–1870), US-amerikanischer Politiker
- Ridgway, Robert (1850–1929), US-amerikanischer Ornithologe
- Ridgway, Rozanne L (* 1935), US-amerikanische Diplomatin
- Ridgway, Sam H. (1936–2022), US-amerikanischer Tierarzt und Bioakustiker
- Ridgway, Stan (* 1954), US-amerikanischer Musiker
- Ridgwell, George (1867–1935), englischer Drehbuchautor und Filmregisseur, Musiker und Sänger

### Ridh
- Ridha Chunchun, Mohamed Abdul (* 1992), irakischer Leichtathlet

### Ridi
- Ridi, Rashika El (* 1941), ägyptische Immunologin
- Ridil, Christian (* 1943), deutscher Komponist, Chorleiter und Musikwissenschaftler
- Riding, Laura (1901–1991), US-amerikanische Autorin und Dichterin
- Ridinger, Georg († 1617), Architekt
- Ridinger, Johann Elias (1698–1767), deutscher Tiermaler, Kupferstecher und Radierer
- Ridings, Eugene W. (1899–1969), US-amerikanischer Offizier, Generalmajor der US-Army
- Ridings, Freya (* 1994), britische Singer-SongwriterinFreya Ridings (* 1994)

Freya Ridings (* 1994)

- Ridings, Richard (* 1958), britischer Schauspieler
- Ridington, Robin (* 1939), nordamerikanischer Anthropologe und Autor

### Ridj
- Riđanović, Josip (1929–2009), jugoslawischer Hydrogeograph, Meereskundler und Regionalwissenschaftler

### Ridk
- Řídký, Jaroslav (1897–1956), tschechischer Komponist, Dirigent, Musiker und Musiklehrer

### Ridl
- Ridler, Gerda (* 1963), österreichische Kunsthistorikerin und Kulturmanagerin
- Ridler, Horace (1892–1969), professioneller Schausteller
- Ridler, Johann Wilhelm (1772–1834), österreichischer Bibliothekar und Herausgeber
- Ridler, Susanna, österreichische Vokalistin und Komponistin
- Ridley, Adrian (* 1982), australischer Snookerspieler
- Ridley, Brian Kidd (1931–2024), britischer Physiker
- Ridley, Calvin (* 1994), US-amerikanischer American-Football-Spieler
- Ridley, Clarence S. (1883–1969), US-amerikanischer Offizier
- Ridley, Daisy (* 1992), britische SchauspielerinDaisy Ridley (* 1992)

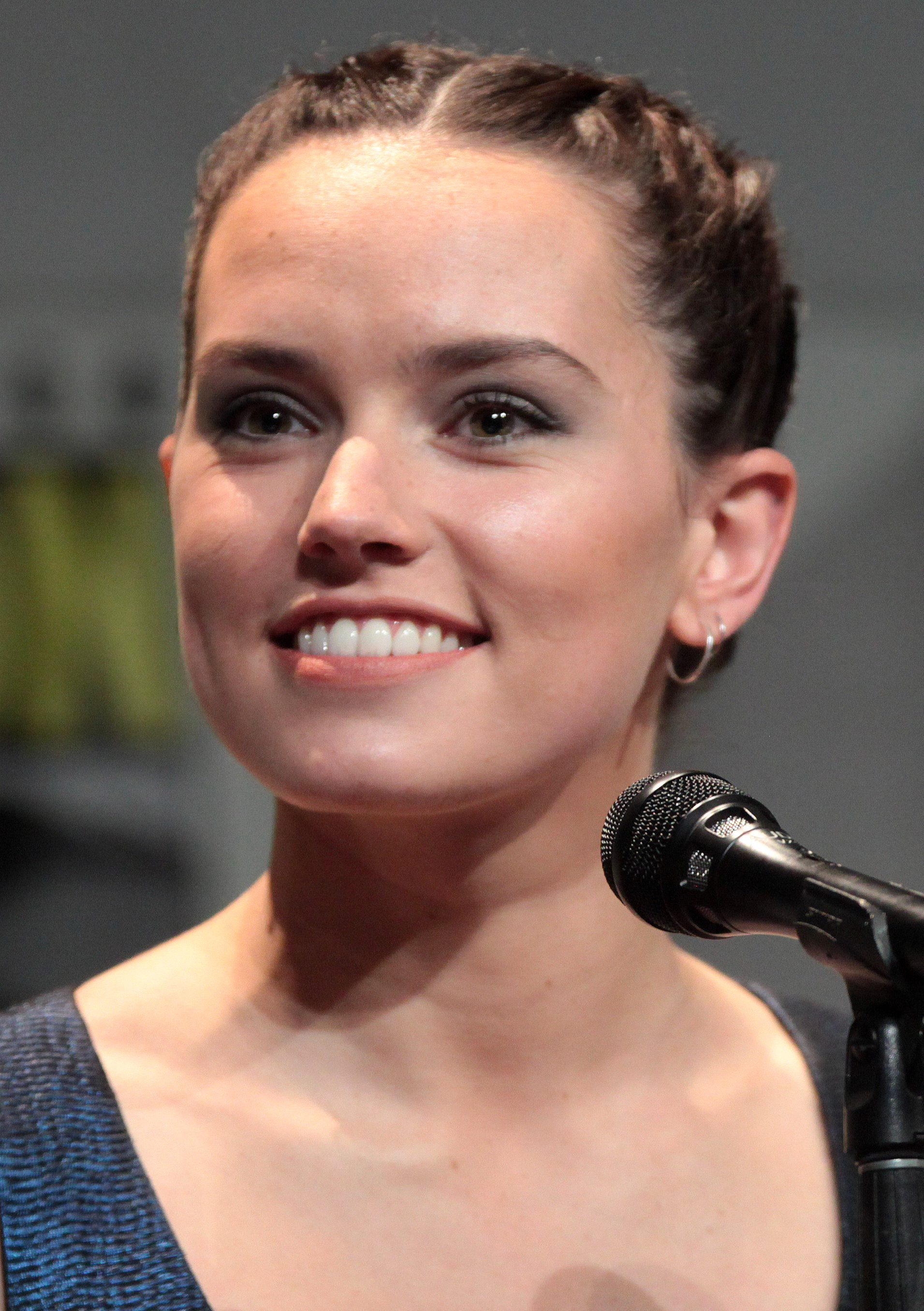
Daisy Ridley (* 1992)

- Ridley, Frank (1897–1994), britischer Journalist
- Ridley, Greg (1947–2003), englischer Rockmusiker
- Ridley, Harold (1906–2001), britischer Augenarzt
- Ridley, Henry Nicholas (1855–1956), britischer Botaniker
- Ridley, Joan (1903–1983), britische Tennisspielerin
- Ridley, John (* 1965), US-amerikanischer Buchautor, Drehbuchautor, Produzent sowie Regisseur und Oscarpreisträger
- Ridley, Larry (* 1937), US-amerikanischer Jazzbassist und Musikpädagoge
- Ridley, Mark (* 1956), britischer Biologe
- Ridley, Matt (* 1958), britischer Zoologe und Politiker
- Ridley, Matt (* 1981), britischer Jazzmusiker (Bass)
- Ridley, Matthew, 1. Viscount Ridley (1842–1904), britischer Politiker (Conservative Party), Mitglied des House of Commons und Peer
- Ridley, Matthew, 4. Viscount Ridley (1925–2012), britischer Peer und Politiker
- Ridley, Mike (* 1963), kanadischer Eishockeyspieler
- Ridley, Nicholas († 1555), Bischof von Rochester in England
- Ridley, Nicholas (1929–1993), britischer Politiker
- Ridley, Philip (* 1964), britischer Künstler, Photograph, Regisseur und Autor
- Ridley, Rita (1946–2013), britische Mittel- und Langstreckenläuferin
- Ridley, Yvonne (* 1959), britische Journalistin, Kriegskorrespondentin und Islamkonvertitin
- Ridley-Kohne, Dávid (1812–1892), ungarischer Geiger, Komponist, Konzertmeister und Musikpädagoge
- Ridloff, Lauren (* 1978), amerikanische SchauspielerinLauren Ridloff (* 1978)

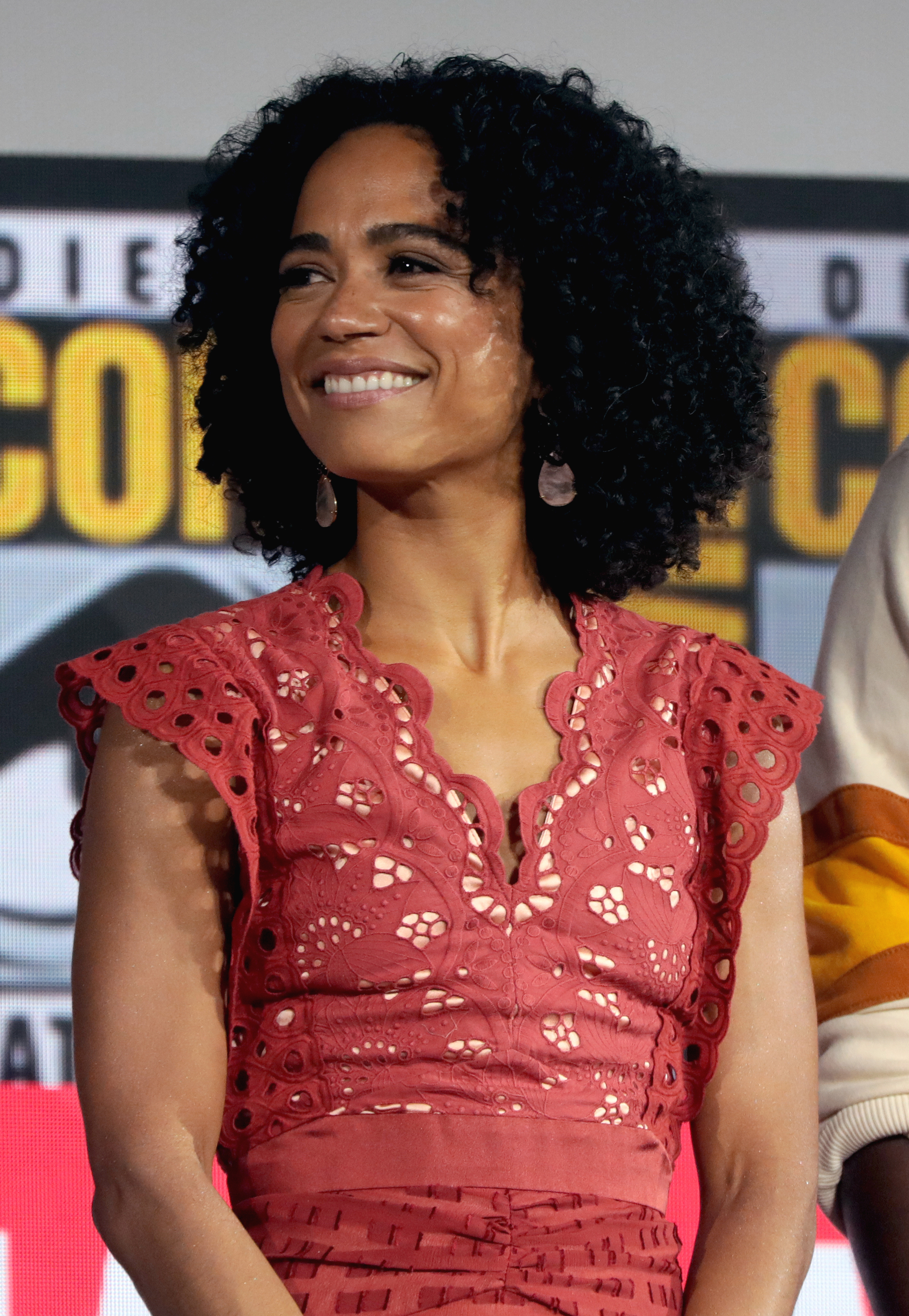
Lauren Ridloff (* 1978)

### Ridn
- Ridnour, Luke (* 1981), US-amerikanischer Basketballspieler

### Rido
- Ridolfi, Carlo (1594–1658), italienischer Maler, Kunsthistoriker
- Ridolfi, Claudio (1570–1644), italienischer Maler zwischen Manierismus und Barock
- Ridolfi, Lorenzo (1362–1443), italienischer Jurist, Politiker und Diplomat der Republik Florenz
- Ridolfi, Massimo (* 1889), italienischer Turner
- Ridolfi, Niccolò (1501–1550), italienischer Kardinal der Römischen Kirche
- Ridolfi, Roberto (1899–1991), italienischer Historiker
- Ridon, Rely (1885–1968), Theater- und Stummfilmschauspielerin
- Ridoré, Carl-Alex (* 1972), Schweizer Politiker (SP)
- Ridout, Alan (1934–1996), englischer Komponist und Musiklehrer
- Ridout, Godfrey (1918–1984), kanadischer Komponist und Musikpädagoge
- Ridout, Timothy (* 1995), britischer Violinist und Bratschist

### Ridp
- Ridpath, Michael (* 1961), englischer Autor

### Rids
- Ridsdale, Gerry Francis (1934–2025), australischer Theologe und Sexualstraftäter
- Ridsdale, Paddy (1921–2009), britische Sekretärin von Ian Fleming
- Ridsik, Sergei Sergejewitsch (* 1992), russischer Freestyle-Skisportler

### Ridw
- Ridwan (* 1989), indonesischer Mittelstreckenläufer
- Ridwan, Kenny (* 1999), US-amerikanischer Schauspieler

### Ridz
- Ridzoň, Peter, slowakischer Biathlet